# Valle Verzasca
Valle Verzasca är en dal i Schweiz.   Den ligger i kantonen Ticino, i den sydöstra delen av landet, 130 km sydost om huvudstaden Bern.
Runt Valle Verzasca är det ganska tätbefolkat, med 192 invånare per kvadratkilometer.